# Coenocyathus caribbeana
Coenocyathus caribbeana är en korallart som beskrevs av Stephen D. Cairns 2000. Coenocyathus caribbeana ingår i släktet Coenocyathus och familjen Caryophylliidae. Inga underarter finns listade i Catalogue of Life.